# Bernhard Becker (Geistlicher, 1819)
Bernhard Becker (* 21. März 1819 in Ennenda; † 2. September 1879 in Linthal) war ein Schweizer evangelischer Geistlicher und Sozialpolitiker.

## Leben
Bernhard Becker war der Sohn des gleichnamigen Webers, Händlers und Fabrikanten Bernhard Weber und dessen Ehefrau Katharina (geb. Becker).
Er besuchte die Kantonsschule in Chur (heute: Bündner Kantonsschule) und wurde anschliessend Zeichner und Kolorist.
Von 1843 bis 1846 studierte er an der Universität Basel Theologie und an der Universität Heidelberg Philosophie, Alten Sprachen und Geschichte. 1848 promovierte er zum Dr. phil.
Kurz nach seiner Ernennung zum Dr. phil. reiste er über Frankfurt am Main und London nach Paris und erlebte die dortige Februarrevolution mit. Nach seiner Rückkehr in die Schweiz war er von 1848 bis 1879 Pfarrer in der Kirche Linthal und in dieser Zeit von 1856 bis 1876 Schulinspektor des Glarner Hinterlandes und von 1863 bis 1879 Mitglied des Kantonsschulrats sowie von 1861 bis 1878 Korrespondent der Basler Nachrichten.
Bernhard Becker war seit dem 2. Oktober 1849 mit Elsbeth, (* 31. Juli 1831 in Linthal; 27. September 1901 ebenda), Tochter des Dachdeckers Andreas Zweifel (* 1809; † unbekannt in Amerika), verheiratet. Seine Kinder waren:
- Sophie Becker (* 3. Juli 1850 in Linthal; † 13. Januar 1942 in Rorschach), verheiratet mit Jakob Trümpy (1833–1889);
- Katharina Becker (* 27. September 1851; † 29. April 1923 in St. Gallen);
- Bernhard Becker (13. März 1853 in Linthal; † 22. Juli 1924 in Saas-Fee), Bibliothekar der Volksbibliothek in der Burgvogtei, verheiratet mit Maria Elisa (1863–1948), Tochter von Jakob Singer;
- Fridolin Becker (* 24. April 1854 in Linthal, † 24. Januar 1922 in Küsnacht-Zürich), Ingenieur-Topograf und Kartograf, verheiratet mit Antonietta (geb. Pozzi) (1869–1942) aus Vigevano;
- Jakob Becker (* 15. Juni 1855 in Linthal; † 8. Januar 1934 in Chur), Oberst, verheiratet mit Johanna (geb. Singer) (1869–1944);
- Johann Heinrich Becker (* 10. Oktober 1856 in Linthal; † 7. Februar 1865);
- Elsbeth Becker (* 26. Januar 1858 in Linthal; † unbekannt);
- Anna Becker (* 23. Juli 1859 in Linthal; † 3. Mai 1909 in Zürich);
- Rahel Becker (* 11. April 1861 in Linthal; † unbekannt);
- Andreas Becker (* 22. Januar 1863 in Linthal; † 11. August 1911 in Luzern), Buchhalter und Fabrikant, verheiratet mit Katharina Kunigunde (geb. Amrein) (1866–1940);
- Nina Becker (* 20. Juli 1865 in Luzern; † unbekannt);
- Susanna Becker (* 22. Dezember 1866 in Luzern; † unbekannt).

### Sozialpolitisches Wirken
Bernhard Becker wies nachdrücklich auf die Abhängigkeit der Arbeiter vom Unternehmer und die schädlichen Auswirkungen der Industrialisierung hin, deren Arbeitsbedingungen sich sowohl auf die Gesundheit und wie auch das Leben auswirkten. Weiter führten die Auswirkungen zu frühen Heiraten und lockerten die Familienbande, dies sei auch die Ursache für den Sittenverfall. Er appellierte an die Menschlichkeit der Arbeitgeber, verlangte aber auch staatliche Eingriffe. In seinen sozialreformerischen Schriften und Predigten setzte er sich vor allem für ein generelles Arbeitsverbot für Kinder, die Beschränkung der Arbeitszeit, die Untersagung der Sonntagsarbeit, die Verbesserung der Arbeitsverhältnisse in den Fabriken sowie für eine bessere Ernährung und Hygiene der Fabrikarbeiter ein. Später behandelte er auch das Verhältnis der Kirche zur Arbeiterfrage und galt als eigentlicher Wegbereiter der für ihre Zeit fortschrittlichen Glarner Fabrik- und Sozialgesetzgebung. Er thematisierte die soziale Frage beim Treffen der schweizerischen Predigergesellschaft in Schaffhausen 1871; bis dahin wurde die Sünde als Ursache der sozialen Frage gesehen. Die differenzierte Diskussion führte auch nur zu dem Beschluss, die Bundesversammlung aufzufordern, gesetzliche Bestimmungen zur Beseitigung der Ehehindernisse und für eine würdige Sonntagsfeier er erlassen, die sozialpolitischen Vorschläge, zur Einführung eines Fabrikgesetzes auf Bundesebene, wurden hingegen von der Mehrheit der Pfarrer nicht unterstützt und deshalb auch nicht an die Bundesversammlung gesandt.

## Schriften (Auswahl)
- Bernhard Becker; Ander Linth: Die Landsgemeinde. St. Gallen 1849.
- Ein Wort über die Fabrikindustrie mit besonderer Hinsicht auf den Canton Glarus. Basel: Schweighauser, 1858.
- Wie Arbeiterwohnungen gut und gesund einzurichten und zu erhalten seien. Basel: Bahnmaier's Buchdruckerei (C. Schultze), 1859.
- Johann Ulrich Wuhrmann; Bernhard Becker; Theodor Hoffmann-Merian: Bete und arbeite!: ein wohlgemeintes Wort an die Arbeiter gegeben in drei gekrönten Volksschriften über den Segen der Sparkassen: zur Förderung des geistigen und materiellen Wohles aller Arbeiter. Stäfa am Zürichsee: Gull, 1860.
- Der ungenügende Erfolg in der Volksschule: Referat vorgetragen in der Versammlung der schweizerischen gemeinnützigen Gesellschaft in Glarus, den 18. September 1860. Basel 1861.
- Das Familienleben in der Fabrikindustrie. Glarus 1862.
- Ein Wort über das Schulwesen mit besonderm Bezug auf kkörperliche Bildung. Basel : Schweighauserische Verlagsbuchh., 1868.
- Die Allmeinde: das Grundstück zur Lösung der socialen Frage, gestützt auf schweizerische Verhältnisse. Basel: Schweighauserische Verlagsbuchhandlung, 1868.
- Die Arbeiterfrage und das Evangelium: Referat in der schweiz. reformirten Predigergesellschaft bei ihrem Jahresfeste in Schaffhausen den 9. August 1871. Schaffhausen: Verlag von Carl Schoch, 1872.
- St. Fridolins Land: Gedichte in Schriftsprache und Mundart. Basel 1876.
- Der Socialismus und das Evangelium: Referat im Glarner Pastoralverein. Glarus, 1879.